# Luzonomyza interrupta
Luzonomyza interrupta är en tvåvingeart som beskrevs av Mitsuhiro Sasakawa 2005. Luzonomyza interrupta ingår i släktet Luzonomyza och familjen lövflugor. Inga underarter finns listade i Catalogue of Life.